# Eupelmus cyaneus
Eupelmus cyaneus is een vliesvleugelig insect uit de familie Eupelmidae. De wetenschappelijke naam is voor het eerst geldig gepubliceerd in 1928 door Gourlay.